# KFMB-TV
KFMB-TV または CBS8（チャンネル 8）は、米国カリフォルニア州、サンディエゴにあるCBS（CBS Broadcasting, Inc.）系列のテレビ局である。ミッドウエストテレビ（Midwest Television、Inc.）が所有しており、 姉妹局にKFMB （760 AM）とKFMB-FM （100.7 FM）の二つのラジオ局を持つ。テレビ・ラジオの両局が、ケアニー・メサ（英語版）のエンジニア・ロードにあるスタジオを共有しているほか、 KFMB-TVはラホヤにあるソレダッド山に設置された送信所を所有している。
以下の内容は、当記事の英語版に準拠している。

## 沿革
放送の開始は1949年5月16日であり、サンディエゴにおける市場でサインオン（放送の告知）を行った最初のテレビ局となった。総額300,000ドルが投入された局の設立には、 地元のラジオ局KFMB （760 AM）も所有していたジャック・O・グロス（英語版）の尽力が大きかった。 初回放送には、当時のサンディエゴ市長・ハリーE.ノックス（英語版）が出席した。KFMB-TVは創業以来、CBSネットワークにおける主要な提携チャンネルであり、ネットワークの提携を一度も変えたことのない唯一のテレビ局でもあった。しかし一方、チャンネル8は初期にはABC 、NBC、デュモンテレビネットワーク（英語版）とも二次的な提携を結んでいた。
1949年10月、KFMB-TVはパラマウントテレビネットワーク（英語版）（UPNではない）と一時的な提携契約を結んだ。 パラマウントと提携すると、『Hollywood Opportunity』、『Meet Me in Hollywood』、 『Magazine of the Week』、『Time for Beany』（英語版）、そして『Your Old Buddy』などを含む、パラマウントのネットワークからの恩恵の享受したことにより、チャンネル8は当ネットワークにおいて最も成功することとなる。毎週6時間のパラマウントプログラムを放送した。パラマウントのプログラムを系列会社に配布する技術的な送信網はなかったため、KFMBは代わりに、ソレダッド山のKFMB-TVの送信機から90マイル（140 km）離れたウィルソン山（英語版）の山頂にあるKTLA（パラマウントのロサンゼルス系列会社）の放送塔を経由して通信網のプログラミングを行った。
1950年11月、グロスは、 サンディエゴ・デイリー・ジャーナル紙（英語版）のかつての出版元であるジョン・A・ケネディにKFMB放送局を売却した。 3年後、ケネディはテレビおよびラジオに関する所有権をジャック・ウッダー（英語版）とヘレン・アルバレスのパートナーシップに売却した。 同年、ティフアナを拠点とするXETV （チャンネル6）（英語版）とサンディエゴライセンスKFSD-TV（チャンネル10＝現KGTV）KGTV（英語版）という新たな二つの放送局が市場に参入したことにより、チャンネル8は、サンディエゴにおけるテレビの独占権を失った。これらのうち、KFSD-TVはチャンネル8からのNBCとの提携を予測・就任した。1956年に連邦通信委員会とメキシコ当局（とくに通信運輸省英語版）の間の特別な合意の下にXETVがABCとの提携・加入を認可されるまで、KFMB-TVはABCの番組を放送し続けた。
1957年にウッダーとアルバレスの間の提携が解消した後、ウッダーはサンディエゴにおける市場の販路とKERO-TV（英語版）（ベーカーズフィールドの北部）を保持し、マリエッタ放送と新たに命名した放送会社の一部とて配置した。1959年、ウッダーはマリエッタ放送をニューヨーク州・バッファローに本拠を置くトランスコンティネント・テレビジョン・コーポレーションと合併させた。1964年、トランスコンティネントの放送業界からの辞退の一環として、KFMB局は、当時イリノイ州・シャンペーンに拠点を置くミッドウエストテレビに売却された。 90年代、ミッドウエストテレビが、オリジナルのテレビ・ラジオであるWCIA（英語版）（シャンペーン）とWMBD-AM – TV（英語版）およびWPBG（英語版）（イリノイ州ピオリア）の所有権を放棄したことにより、KFMB局が当社に残された唯一の所有物となった。
1998年、KFMB-TVはサンディエゴ・チャージャーズ（現 ロサンゼルス・チャージャーズ）のプレシーズン・ゲームの地方放送権を与えられた。同年、CBSはアメリカン・フットボール・カンファレンス （チャージャーズがメンバーであるNFLの協議会） の権利を獲得し、当放送局がチャージャーズのレギュラーシーズンの諸試合を放送することを可能にした。これは、チームがロサンゼルスに移ることとなる2017年まで継続されるため、非公式ではあるがチャンネル8がチームのホームステーションとして終了することになる。2005年、ミッドウエストテレビは、KFMB-TVが2015年までの間CBSへの加入を存続するための、10年間の加盟契約の延長契約を締結した。このステーションは、4年間にわたって使用してきたオンエアのブランド「Local 8」を、2005年9月19日に「News 8」に変更した。 2007年の初旬、当局は「CBS 8」という新しいブランドを段階的に導入した（一方で、ニュース放送は、当局が新たなロゴを導入してニュース放送を「CBS News 8」と名称変更をした2013年まで、元のタイトルを使用し続けた）。

## デジタルテレビ

### デジタルチャンネル
デジタルチャンネルは多重化されている。
| サブチャンネル | 画面解像度 | アスペクト比 | PSIP    | プログラミング                 |
| -------------- | ---------- | ------------ | ------- | ------------------------------ |
| 8.1            | 1080i      | 16:9         | KFMB-DT | Main KFMB-TV programming / CBS |
| 8.2            | 720p       | 16:9         | KFMB-CW | The CW/MyNetworkTV             |
| 8.3            | 480i       | 4:3          | GRIT    | Grit（英語版）                 |

### KFMB-DT2
KFMB-DT2は、KFMB-TVの第2のデジタルサブチャンネルとして作動するCWテレビジョンネットワーク系列のテレビ局であり、 ‘’’CW San Diego’’’　としてブランド化されている。 無線上にて、VHFのデジタルチャンネル8.2で高詳細（HD）放送をしている。KFMB-DT2は、ケーブルテレビと衛星放送（コックス通信（英語版）およびAT＆T U-Verse（英語版）のチャンネル6（標準画質）と100と（HD）、 チャプター・スペクトラム（チャプター通信）（英語）のチャンネル6（標準画質）、およびデジタル・チャンネル1212（HD）、およびディレクTVのチャンネル9（HDと標準解像度の両方））にて視聴可能である。

#### 沿革
KFMB-DT2は、9月6 日に2カ月前に発表されたネットワークのオーナーであるウェイゲル放送（英語版）とミッドウェストテレビの間の合意により、2011年11月1日にMeTVの関連会社として開始された。 2017年1月18日、ミッドウェストテレビとネットワーク共同出資のCBSコーポレーションは、KFMBがサンディエゴ系列のThe CWの代理店を引き継ぐと発表した。これは、同局のデジタルサブチャンネルの1つで運ばれる。 2008年以来ネットワークと提携していたバハ・カリフォルニア認可のXETV-TDT （チャンネル6）であるティフアナを置き換えることになった。この運びは（9月に満了予定であったXETVとの提携を維持するための合意決定をするための提携契約を更新するための交渉中に、CBSとXETVオーナーのテレビサグループ間が決裂したゆえに）せき止められることとなる。KFMB-TVデジタルサブチャンネル8.2はもともと2017年9月1日にCW提携を引き継ぐ予定であった。しかし、これらの計画は2017年1月26日に変更され、テレビサは英語版（このプロセスは3月31日に開始され、チャンネル6のニュース部門が閉鎖された）。 その結果、KFMBは、テレビサのスペイン語ネットワークのリピータへのXETVの計画された変換に合わせて、5月31日に切り替え日を早めた。
準備中、ミッドウェスト社はABC系列のKGTVの所有者であるEW Scripps Company（英語版）にMeTV所属のローカル権利を売却した。 MeTVは、KFMB-DT2からKGTVの第2のデジタルサブチャンネルに移動した。このチャンネルはKTV-LP （チャンネル41）で同時放送されているが、 マイネットワークTV系列のXHDTV-TDT （チャンネル49）（英語版）のサブチャンネルにAzteca所属を失っている。ネットワークは7月1日にXHAS-TDT （チャンネル33）に移行 - 5月1日（MeTVに対応するために、KGTVはデジタルチャンネル10.2から10.3に番号を変更し、その間にサイマルキャストを放送するニュースチャンネルKGTVのローカルニュース番組の再放送）。KFMB-DT2の信号分解能は、5月21日に720p HDに変換された。
KFMB-DT2は、2017年5月31日にThe CWの番組を追加した（XETVは、既存の運河5を廃止された6.2のサブチャンネルから既存の所属をCW提携を失ったときに主餌に移転した）。  "The CW San Diego"と改名されたサブチャンネルは、他のサンディエゴ局で運ばれていないシンジケート・ショー、KFMBのメインチャンネルで見られる特定の番組の繰り返し放送、 CWネットワークプログラムで占有されていないタイムスロットを埋めるためにスイッチに切り替わる前にXETVで以前に放映されていた、最初に実行されたオフ・ネットワークのシンジケート・プログラム（トークショーやシットコムを含む）。 また、KFMBの平日の朝のニュース番組を2時間延長し、KFMB-DT2用に制作された夜間のみの午後7時および午後10時のニュース放送（サブチャンネルに表示されているニュースはCWサンディエゴ 、KFMBの主要ニュースに掲載されているCBSの名前への言及はすべて省略した）。 サブチャンネルは、コックス通信、チャプター・スペクトラム、AT＆T U-verse（Channel 9でKFMB-DT2を運ぶことを選択したディレクTVだけでなく、これらのプロバイダー）のチャンネル6でXETVのスロットを引き継いだ。スイッチの直後の日にのみ標準で一時的に標準化され、 ディッシュ・ネットワーク社はCanal 5への切り替え時にラインアップからXETVを落とし、市場での利用可能性は既存の無線信号範囲に限定されていた。
KFMBはサンディエゴの3番目のテレビ局になり、CWと提携した。このネットワークは、2006年9月18日のCWの開始から2008年8月1日にXETVに移行する前に、もともとKSWB-TV （チャンネル69）（英語版）Tribune Broadcasting（英語版）は、KSWBをFoxに切り替えることで合意したと伝えられている。その理由は、XETVが1953年にサインインしてから英語圏として運営されていたとしても。このスイッチにより、KFMB-DT2はデジタルサブチャンネルを介して市場規模で最大のCW局になり、サンディエゴはサブチャンネルのみのCW系列を持つ最大の市場となった（シンシナティのWKRC- DT2）と、5つの主要なネットワークのいずれかがサブチャンネルのみの所属を維持する最大の全体的なものである。

### アナログ/デジタル変換
KFMB-TVは、2009年2月17日に、 VHFチャンネル8でアナログ信号をシャットダウンした。これは、米国のフルパワーテレビ局が、連邦法上のアナログ放送からデジタル放送へ移行する元の目標日であった2009年6月12日にプッシュバック）。 局のデジタル信号は、遷移の結果として使用された放送から除去された高帯域UHFチャンネル（52-69）の中のその移行前UHFチャンネル55から、そのアナログ時代VHFチャンネル8に再配置された。

## 放送内容
長年にわたり、KFMB-TVは太平洋標準時帯のネットワークで推奨されている午後12時30分の時間帯の外に『ザ・ボールド・アンド・ザ・ビューティフル』を放映することに決定した。 これは、放送局が午前9時30分に番組を放映したので、放送局が1時間の正午のニュース放送をしたときから生じた（正午の放送は11:00に移動しました）。 『ザ・ボールド・アンド・ザ・ビューティフル』は、2009年から2013年にかけて午前11時30分に放映された。午後12時30分に『ザ・ヤング・アンド・ザ・レストレス』へのリードインとして移動した（太平洋時間午前11時ゾーン）。 また、 CBSの土曜版『CBS This Morning』（英語版）は、ほとんどのCBSステーションより2時間早く放送されている（東部時間帯のプログラムで推奨されているタイムスロットと合わせて）。
KFMBは、FCCが子供向けの教育および情報提供プログラムを放送するよう要求されているため、CBSが提供するE / I準拠の番組をネットワークの『CBS This Morning』ブロックを使って表示する必要がある。 その結果、 CBSスポーツからの報道がすでに他の場所で開始されていても、土曜日の午前10時まで現地時間の午前10時まで、放送局はライブスポーツイベントを放送しないが、2017年の秋にはCWの『One Magnificent Morning』（英語版）は、 6時間のE / Iプログラミングを保持している。 この要件は、CBSの他の太平洋タイムゾーン加盟組織が午前9時またはそれ以前に始まるライブスポーツイベントを放送することを妨げていない。
KFMBによって放送中の（販売された）番組には、『エンターテイメント・トゥナイト』 、『ドクターフィル』（英語版）、『ザ・インサイダー』（英語版）、『クリミナル・マインド FBI行動分析課』、 『ジャッジ・ジュディ』（英語版）が含まれている。販売を経てKFMB-DT2で放送されている番組には、『モーリー』（英語版）、『となりのサインフェルド』 、『ザ・インサイダー』、 『Rules of Engagement』、 『ザ・ドクターズ』（英語版）、 『NYボンビー・ガール』がある（2017年5月現在）。

### スポーツ
チームのテレビネットワークとCBSによるレギュラーシーズンの試合でプレシーズンゲームを運ぶことに加えて、KFMB-TVは以前、放送ネットワークで運ばれなかったサンディエゴ・チャージャーズのレギュラーシーズンのゲームを放送し、 NFLネットワークの『Thursday Night Football』（英語版）とESPNチームが関与する『マンデーナイトフットボール』のテレビ放送。 NFLの規則では、ケーブルネットワーク上で放映されたゲームは、チームの国内市場のローカル放送局で同時放送されることが求められている。 この取り決めは、フランチャイズが 2017シーズンに向けてロサンゼルスに移転したように、 2016年のシーズン後に終了した。

## ニュース
KFMB-TVは現在、毎週39時間のローカルニュース番組（平日7時間、土曜日と日曜日に2時間）を放送している。また、KFMB-DT2のローカルニュース番組をさらに週21時間（平日4時間、 日曜日は1時間。現在、サブチャンネルは土曜日にニュース放送を放送していない。
KFMB-TVは現在、毎週39時間のローカルニュース番組を放送しており（平日は7時間、土曜日と日曜日は2時間）、KFMB-DT2のローカルニュース番組も週21時間放送している（平日は4時間、日曜日は1時間。現在、サブチャネルは土曜日にニュースを放送していない）。KFMBは18:00から30分間のローカルニュース番組を放送し（『CBSイブニングニュース』は、太平洋時間帯の他のほとんどのCBS系列局と同様に17:30に放送される）、KFMB-TVは18:30にも夕方のニュース番組を放送している。KFMB-TVはサンディエゴ地域のテレビ市場で唯一のニュースヘリコプターを運用している。そのヘリコプター「チョッパー8」は、ローカルニュースサービス契約を通じて、市場のニュース制作をしているテレビ局のほとんどに空撮映像を提供している。
主なKFMB-TVの出身者には、元気象キャスターのラクエル・テハダ（最終的にラクエル・ウェルチとして女優・歌手となった）、トークショーのホストのレジス・フィルビン、テレビのホストのサラ・パーセル、CNNと元CBSのアンカーのポーラ・ザーン、芸能ニュース番組『アクセス・ハリウッド』元ホストのラリー・メンテ、そして最終的にNBC特派員であるドン・ティーグ（後にヒューストンのKRIVに移籍）とドーン・フラタンジェロが含まれる。KFMB-TVは、レイ・ウィルソンがサンディエゴの最初の30分ニュース番組の人気アンカーであった1950年代に遡り、その歴史のほとんどでサンディエゴ地域のテレビ市場でニュース番組の視聴者をリードしてきた。ウィルソンが1973年に辞任したとき、KFMB-TVはKGTVに次ぐ2番目のランクに滑り込み、元KGTVプロデューサーのジム・ホルツマンがニュースディレクターとしてKFMB-TVに雇われた1970年代後半から1980年代初頭にのみリバウンドした。ホルツマンは、アンカーのマイケル・タックとアリソン・ロス、気象キャスターのクラーク・アンソニー、スポーツアンカーのテッド・ライトナーで構成される人気の高いニュースチームを結成した。1979年の終わりまでに、KFMB-TVは1位に戻り、タックが突然、KGTVに移籍し、同局が残りの10年間、KFMB-TVを追い抜くのを助けた1984年までそこに留まった。
ホルツマンは、よりソフトで人間味のある番組構成を強調し、ニュース番組内の共通のスレッドを見つけようとした『This Day』と呼ばれる、23:00のニュース番組の別の構成を試して競争しようとしたが無駄だった。通常のアンカーはありませんでした。 代わりに、ハル・クレメント、ローレン・ナンカロウ（死去）、ドーン・フラタンジェロ（現在はNBCで勤務）、スーザン・リヒトマン（現在はKNSDでスーザン・テイラーとして活動）がアンカー・リポーターのアンサンブルを形成し、アンカー、詳細なリポート、生のインタビューを交互に行った。コンピュータグラフィックスが多用され、デイヴ・グルーシンの「ナイトラインズ」がニュース番組のテーマ曲となった。
当時は革新的だったが、視聴者が厄介な形式に否定的に反応したため、『This Day』は悲惨な失敗であることが判明した。9か月以内に、KFMB-TVはより伝統的な深夜のニュース構成に戻った。しかし、マーティ・レビンやアリソン・ロス（どちらもKNSDに再登場した）のような人気のある主力キャスターが自発的に去るか解雇され、スタン・ミラーやスーザン・ロースゲンのような若いスタッフに取って代わられたため、KFMB-TVのニュース評価は10年以上にわたって大幅に低下した。
最終的に1990年代までに、ハル・クレメントはスーザン・ピーターズと共に夕方のアンカー任務を引き受け、その後、デニス・ヤマダは、KFMB-TVがKGTVとKNSDとの戦いを続けたため、結果はまちまちだった。2000年代初頭までに、クレメントがKGTVに向けて去った後のマイケル・タックの短い復帰と、その10年間の初めにCBSが復活したことで、KFMB-TVは夕方に1位を取り戻した。2020年10月までに、放送開始から放送終了までにサンディエゴで最も視聴されたテレビ局となったKFMB-TVは（ニールセン視聴率共有データに基づく）、正午・午後・夕方ニュースのタイムスロットで1位に終わった（平日16:00・17:00・18:00・23:00）。
2007年10月のカリフォルニア山火事の取材中に、記者のラリー・ヒンメルは、全焼した自宅の様子を伝えた。放送局のニュース番組の音声も、AMラジオのKFMBとKFMB-FMで長期間同時放送された。2007年1月28日、KFMB-TVは、サンディエゴ地域のテレビ市場で初めて、高解像度でニュース番組を放送し始めた。アップグレードに伴い、KFMB-TVはニュース番組の新しいスタジオセットを発表した。

### 著名な元スタッフ
- ジェリー・G・ビショップ - 『サンアップ・サンディエゴ』共同ホスト（1978 - 1990）
- マーク・ブラウン - （1987 - 1989、現在、ロサンゼルスのKABC-TVで勤務）
- レベッカ・ゴメス - 朝・正午のアンカー・リポーター（? - 1996及び2001 - 2002、現在はFOXニュースで勤務）
- ジム・ラスラヴィッチ - スポーツアンカー（1983 - 1989、後にKNSD→現在は引退）
- テッド・ライトナー - スポーツアンカー（1978 - 2003）
- ジュディ・ツ - アンカー・リポーター（1990 - 1998）
- サンドラ・マース - アンカー・医療リポーター（1990 - 2001、後にKUSI-TVに勤務）
- ラリー・メンテ - 気象キャスター（1988 - 1991、後にフィラデルフィアのKYW-TV→ニューヨーク市のWPIX）
- スーザン・ピーターズ - アンカー（1991 - 1995、後にカンザス州ウィチタのKAKE→現在は引退）
- サラ・パーセル - トークショーホスト（1970年代）
- スーザン・ロースゲン - アンカー（1989 - 1991、以前はCNN→現在はニューオーリンズのWGNOで勤務）
- ダヌータ・リルコ - 『サンアップ・サンディエゴ』共同ホスト（1976 - 1983、 後にCBN『The 700 Club』共同ホスト→現在は引退）

## 参照
1. ↑  Engstrand, Iris. "San Diego: California's Cornerstone". San Diego: Sunbelt Publications, 2005, pg 180.
2. 1 2 3 4  “KFMB-TV Rebeams 6 hrs. of KTLA Segs”. Billboard:  11. (1949-06-04).
3. ↑  “Television”. Redlands Daily Facts (Redlands, CA):  pp. 12. (1952年12月5日)
4. ↑  “First Coast Network: KTLA Pioneers in Hookup with San Diego”, Long Beach Independent:  pp. 14c, (1949-10-16)
5. ↑  "KFMB sale; Kennedys to buy." Broadcasting - Telecasting, November 20, 1950, pg. 68.
6. ↑  "$7 1/2 million mark passed in bumper transfer crop." Broadcasting - Telecasting, February 2, 1953, pp. 27-28.
7. ↑  "Wrather buys out Alvarez." Broadcasting - Telecasting, May 12, 1958, pg. 9.
8. ↑  "New station combine formed." Broadcasting - Telecasting, February 16, 1959, pg. 9.
9. ↑  "Transcontinent tie with Marietta gets ok." Broadcasting - Telecasting, May 18, 1959, pp. 74, 76.
10. ↑  "Transcontinent sale: last of its kind?." Broadcasting, February 24, 1964, pp. 27-28.
11. ↑  RabbitEars TV Query for KFMB
12. ↑  "Me-TV Announces Significant Market Affiliate Agreements, Including San Diego, Las Vegas, St. Louis & Minneapolis/St. Paul". Me-TV (Press release). Weigel Broadcasting. 6 September 2011. The Futon Criticより2017年7月21日閲覧。
13. ↑  “MIDWEST TELEVISION, INC. / KFMB-TV ADDS CW AFFILIATION”. Midwest Television, LLC. (2017年1月18日) 2017年7月21日閲覧。
14. ↑  Mark K. Miller (2017年1月18日). “KFMB San Diego Adding CW Affiliation”. TVNewsCheck.   NewsCheck Media. 2017年7月21日閲覧。
15. ↑  “MarketWatch: KFMB Adds CW Affiliation to CBS, Leaving XETV in Lurch”. Times of San Diego.   Times of San Diego, LLC (2017年1月22日). 2017年7月21日閲覧。
16. ↑  Kevin Eck (2017年1月19日). “CW Affiliation Switch in San Diego”. TVSpy.  Prometheus Global Media. 2017年7月21日閲覧。
17. 1 2 3  Karla Peterson (2017年1月26日). “CW6 to end news programming March 31 to become Spanish-language outlet, as CW migrates to KFMB”. The San Diego Union-Tribune (Tronc) 2017年7月21日閲覧。
18. ↑  “KFMB San Diego Adding CW Affiliation” (英語). NewsCheck Media. (2017年1月18日) 2017年7月21日閲覧。
19. ↑  Kevin Eck (2017年1月26日). “San Diego Station to Shut Down After Losing CW Affiliation”. Prometheus Global Media 2017年7月21日閲覧。
20. ↑  “COX San Diego Channel 808 METV changing to CW San Diego”. コックス通信（英語） customer forum. (2017年5月7日) 2017年7月21日閲覧。
21. ↑  Jon Lafayette (2017年3月6日). “Azteca America Adds New Affiliate in San Diego Market”. Broadcasting & Cable (NewBay Media) 2017年7月21日閲覧。
22. ↑  Diana Marszalek (2017年5月22日). “New CW, Telemundo Stations Rolling Out in San Diego”.   NewBay Media. 2017年7月21日閲覧。
23. ↑  Karla Peterson (2017年3月31日). “San Diego's CW6 news signs off”. The San Diego Union-Tribune (Tronc) 2017年7月21日閲覧。
24. ↑  Roly Ortega (2017年5月23日). “KFMB adding more weekday news for its new CW subchannel.”. The Changing Newscasts Blog. 2017年7月21日閲覧。
25. ↑  Karla Peterson (2008年3月25日). “Fox switching affiliates in S.D.”. U-T San Diego (Copley Press) 2017年7月21日閲覧。
26. ↑  Karla Peterson (2008年8月1日). “Trading places: Fox, CW switch network channels”. U-T San Diego (Copley Press) 2017年7月21日閲覧。
27. ↑  Matthew Mayfield (2008年4月7日). “XETV, KSWB Battle For Fox Affiliation In San Diego”. RadioMatthew.   Sactown Media. 2008年9月11日時点のオリジナルよりアーカイブ。2017年7月21日閲覧。
28. ↑  “DTV Tentative Channel Designations for the First and the Second Rounds” (PDF). 2013年8月29日時点のオリジナルよりアーカイブ。2017年7月21日閲覧。
29. ↑  “DTV Antenna Info”. KFMB-TV.   Midwest Television. 2017年7月21日閲覧。
30. ↑  CDBS Print
31. ↑  Nielsen Media Research, October 2020
32. ↑  Walkthrough of destroyed home, 2007 wildfires
33. ↑  Local HD News Offered By 24 Stations Archived September 27, 2007, at the Wayback Machine., TVpredictions, November 25, 2006